# Верхнє Ольгово
Верхнє Ольгово (рос. Верхнее Ольгово) — присілок Велізького району Смоленської області Росії. Входить до складу Будницького сільського поселення. Населення — 54 особи (2007 рік).